# Forstenhäuser
Forstenhäuser (westallgäuerisch: Foschdahisər, Forschdəheisər) ist ein Gemeindeteil des Markts Scheidegg im bayerisch-schwäbischen Landkreis Lindau (Bodensee).

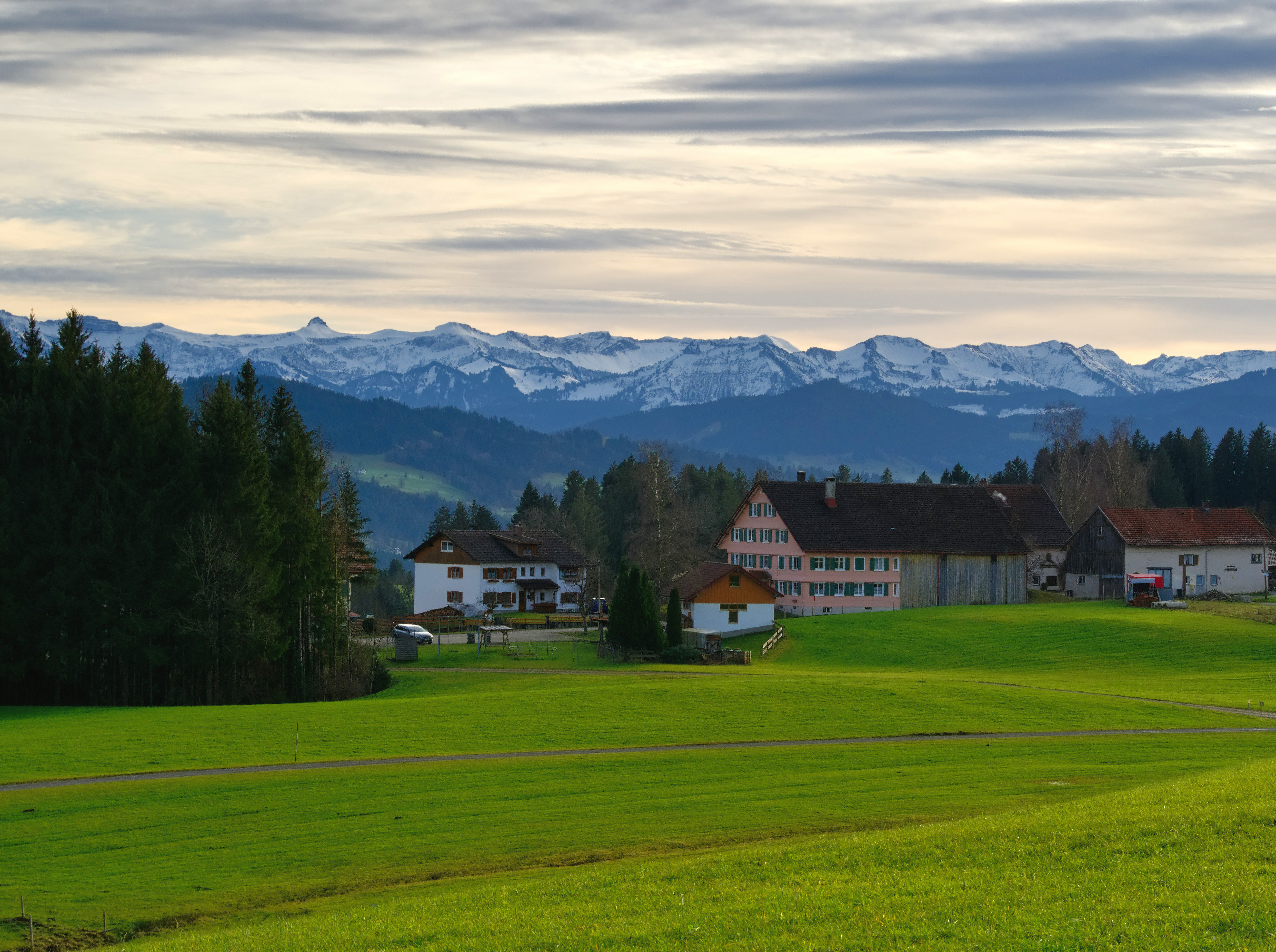
Forstenhäuser bei Scheidegg

## Geographie
Der Weiler liegt circa zwei Kilometer südöstlich des Hauptorts Scheidegg und zählt zur Region Westallgäu.

## Ortsname
Der Ortsname setzt sich aus dem mittelhochdeutschen Wort forst für Wald, Forst sowie dem frühneuhochdeutschen Grundwort Haus zusammen und bedeutet Häuser an den Wäldern.

## Geschichte
Forstenhäuser wurde urkundlich erstmals im Jahr 1475 erwähnt als der Ort von Weiler an Ellhofen kam. 1818 wurden sieben Wohngebäude im Ort gezählt. Forstenhäuser gehörte einst der Herrschaft Altenburg an. 1782 zinsten noch zwei Güter an den Deutschritterorden in Ellhofen.

## Denkmal
Südwestlich des Ortes befindet sich ein Bodendenkmal, bei dem es sich um eine Abschnittsbefestigung des Mittelalters und der frühen Neuzeit handelt. Vermutet wird eine Bauernfliehburg aus dem Dreißigjährigen Krieg.